# Rackheath
Rackheath és una localitat situada al comtat de Norfolk, a Anglaterra (Regne Unit), amb una població estimada a mitjan 2016 de 1.599 habitants.
Està situada al nord-est de la regió Est d'Anglaterra, prop de la ciutat de Norwich —la capital del comtat— i de la costa de la mar del Nord.